# オニフスベ
オニフスベ（鬼贅、学名: Calvatia nipponica）はハラタケ科ノウタケ属の大型のキノコ（菌類）。薮や公園などに発生し、真っ白なボールのような独特の形をしており、幼菌は食べることができる。和名の由来は、このキノコの形から名付けられたもので、「オニ（鬼）」は大きいの意味で、「フスベ（贅）」とは瘤を意味する。別名：薮玉（ヤブダマ）、他にヤブタマゴ、キツネノヘダマ、テングノヘダマ、ホコリダケなど。江戸時代は、他のホコリタケ類とあわせ馬勃（バボツ）とも呼ばれた。
なお、従来はホコリタケ科オニフスベ属（Lanopila、後にLangermannia）とされていたが、分子系統学に基づく分析の結果、オニフスベ属は廃名とされてノウタケ属に組み込まれ、現在の分類に変更された。

## 特徴
腐生菌（腐生性）。日本特産で夏から秋にかけて、人家の庭先や田畑の畦、公園、庭、雑木林、竹林などの地上に大型の子実体を生じる。一夜にして発生するので驚かれるが珍しいものではない。
子実体は白色の球状で、直径は20 - 50センチメートル (cm) にも達し、あたかもバレーボールが転がっているように見える。幼菌の内部は白色で弾力があるが、次第に褐色の臭い液汁を出して、最終的に紫褐色のほこり状になる。これはグレバと呼ばれる乾燥した菌糸組織(弾糸)と担子胞子から成る胞子塊である。成熟すると外皮がはがれて中の胞子塊があらわれ異様なにおいを発生する。胞子塊が風に吹かれると次第に弾糸がほぐれて胞子を飛ばし、跡形もなく消滅する。胞子は球状で突起がある。
子実体は腐らずに残る事も多く、その場合、長期間に渡り胞子を放出し続ける。
今まで長らく、一夜にして急に発生する特徴からオニフスベの成長をとらえた映像が存在しなかったが、日本テレビの番組『ザ!鉄腕!DASH!!』の企画「DASH村」において、シイタケ栽培記録用に24時間体制で回していた観察カメラが脇にたまたま生えたオニフスベをとらえ、偶然にもその成長の様子を記録することとなった。

## 食用可能
『和漢三才図会』には「煮て食べると味は淡く甘い」とあり、昔から食べる人はいたようである。
肉が白い幼菌は皮をむいて調理すれば食用になり、焼き物、汁物、フライなどに利用する。大きいため食べ応えがあり、柔らかいはんぺんのような食感とわずかな風味を持ち、美味ではないが不味でもない。成熟していると内部は黄褐色や紫褐色に変色しアンモニア臭がきつく、食用にはできない。また、馬勃の名前で漢方薬としても利用されている。

## 近縁種

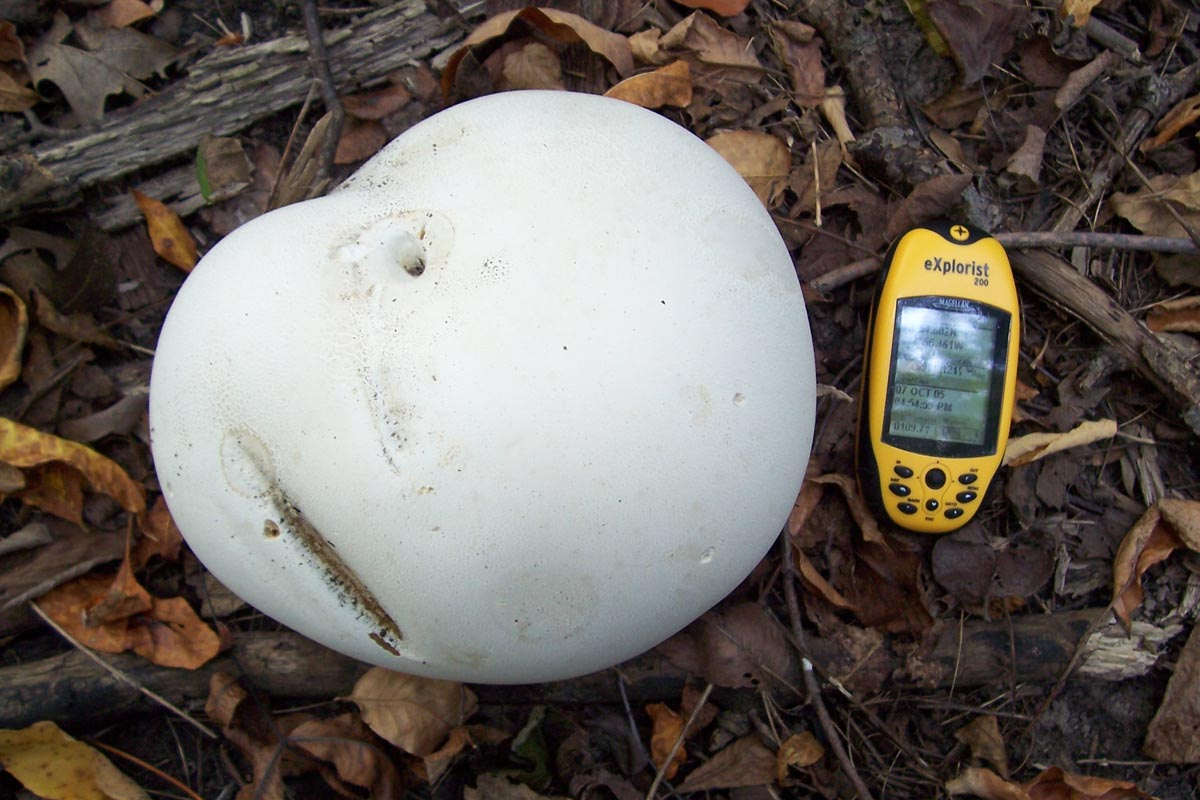
北アメリカの近縁種 Calvatia gigantea

近縁種は地球上に広く分布するが、地域によって別の種に分かれる。
オセアニア、ヨーロッパ、北米、中国に広く分布する種 Calvatia gigantea （セイヨウオニフスベ）は、ジャイアント・パフボール（"Giant puffball"、「巨大なほこり玉」）と呼ばれる。実際、日本のCalvatia nipponicaは同種と当初は混同されていた。
Calvatia nipponicaはアフリカ、インドに分布するLanopila wahlbergii Fr.に近縁との説もあったが、Lanopilaがノウタケ属に編入された現在では、同属になると思われる。